# RationalWiki
RationalWiki е уики, онлайн енциклопедия, която предоставя информация от научна скептична, секуларитарна и прогресивна гледна точка. Нейни обявени цели са да „анализира и опровергава псевдонауката и антинаучното движение, да документира идеи на манивела, да изследва теории на конспирацията, авторитаризма и фундаментализма и да анализира как тези теми се третират в медиите“. Създадена е през 2007 г. като контрапункт на християнската фундаменталистка Консервапедия след конфликт, при което някои редактори на Консервапедия са блокирани. RationalWiki се определя като либерален проект, за разлика от Консервапедия.